# Doug Burgum
Douglas James Burgum (Arthur, Dakota del Norte, 1 de agosto de 1956) es un empresario, filántropo y político estadounidense. Miembro del Partido Republicano, es el secretario del Interior de los Estados Unidos desde el 1 de febrero de 2025 bajo la segunda presidencia de Donald Trump y fue el 33.° gobernador de Dakota del Norte desde 2016 hasta 2024.
Se unió a Great Plains Software en 1983 y se convirtió en el presidente de la compañía en 1984. En 1993 Great Plains Software lanzó Dynamics uno de los primeros programas de contabilidad. Más tarde vendió la compañía a Microsoft por $ 1.1 mil millones en 2001. En Microsoft se convirtió en el director de Microsoft Business Solutions. Comenzó a desempeñarse como presidente de la junta directiva de Atlassian en 2012. También se desempeñó en la junta de SuccessFactors a partir de 2007 y como presidente entre 2010 y 2012. Burgum es el fundador de Kilbourne Group, una firma de desarrollo de bienes raíces con sede en Fargo. y cofundador de Arthur Ventures.
En 2016, anunció su intención de postularse para gobernador de Dakota del Norte como candidato republicano. Sin experiencia política formal y a pesar de perder el concurso de respaldo gubernativo del partido republicano estatal al veterano fiscal general Wayne Stenehjem en la convención del partido en abril de 2016, Burgum sin embargo derrotó a Stenehjem hábilmente en las elecciones primarias dos meses después para reclamar la nominación republicana. Burgum se presentó contra el demócrata Marvin Nelson y el libertario Marty Riske en las elecciones para gobernador de noviembre de 2016, y ganó en una avasalladora votación con más del 75% de los votos.